# Генерал-полковник
Генерал-полковник — це військове звання вищого офіцерського складу збройних сил ряду держав.
У категорії військовослужбовців корабельного складу військово-морського флоту званню генерал-полковника відповідає адмірал. До 2020 року було вище за рангом ніж генерал-лейтенант, але нижче ніж генерал армії України.
З 1 жовтня 2020 року звання «генерал-полковник» в Україні не присвоюється і введено найвище звання «генерал».

## Історія появи
Історично звання «генерал-полковник» (нім. Generaloberst) має німецьке походження; воно з'явилося в прусській королівській армії й зберігалося пізніше в армії імперської Німеччини (це звання мав Еріх Людендорф), Веймарської республіки, Третього Рейху і в Народній армії НДР.
Термін «генерал-полковник», який з'явився в арміях слов'янських держав, є неточним перекладом оригінального німецького, де слово нім. Oberst було двозначним: 1) полковник, 2) найстарший, отже, у німецькій мові термін нім. Generaloberst означав буквально «найстарший з генералів». В романських мовах (Іспанія, Латинська Америка, Італія тощо) йому зазвичай відповідає звання «генерал-капітан» (де термін «капітан» теж є двозначним, і у поданому контексті означає «очільник», «найголовніший»).

## Звання Збройних Сил України

### Україна початок-середина ХХ століття
Згідно Наказу Головної управи війська УНР ч. 16 від 30 березня 1920 року відбувається чергова реформа військових звань Армії УНР, а також знаків розрізнення. Вищий командний склад отримує загальну назву генеральної старшини (раніше отаманна старшина), та нові звання (генерал-хорунжий, генерал-поручник, генерал-полковник). На той час звання генерал-полковник, було найвищим з генеральських звань. Серед аналогів цього звання можна назвати такі звання як: генеральний сотник (УГА), генеральний бунчужний (армія Української Держави).
Знаки розрізнення генерал-полковника містилися на петлицях і виглядали як дві п'ятипроменеві зірки по обидва боки від тризуба. 16 червня 1920 року виходить Наказ Головної управи війська ч. 140, яким регламентувалися зміни попередніх знаків розрізнення. У генерал-полковника на петлицях розміщувався (притаманний для всіх генералів) Тризуб у вінку, який був у оточенні трьох п'ятипроменевих зірок.
Звання генерал-полковник також було присутнє в УПА та в Українській національній армії.
Знаки розрізнення першої половини ХХ століття, Україна

Відзнака ступені Генерал-полковника, встановлена наказом ГУ ВУНР ч. 16 від 30 березня 1920 р.
Відзнака ступені Генерал-полковника, встановлена наказом ГУ ВУНР ч. 140 від 16 червня 1920 р.
Генерал-сотник УГА

### Звання Збройних Сил України (з 1991 року)
Сучасні Збройні сили України утворилися в 1991 році внаслідок розпаду СРСР з частин Радянської армії які були розміщені на території УРСР. Збройні сили України перейняли радянський зразок військових звань, а також радянських знаків розрізнення. Відмінністю генералів були погони зі своєрідним малюнком у вигляді зигзагу, з певною кількістю п'ятипроменевих зірок, які йшли вздовж вісі погона, а також своєрідне шиття на комірі кітелю. Генерал-полковник до 2016 року мав на погоні три п'ятипроменеві зірки.

### Експериментальні знаки розрізнення2009року
В 2009 році була зроблена спроба зміни знаків розрізнення військовослужбовців Збройних сил України. Ці нововведення були спрямовані на наближення до стандартів НАТО і робила можливим введення нових звань, таких як бригадний генерал і нових типів сержантів.
Знаки розрізнення сержантського та старшинського складу отримали за знаки розрізнення певну кількість кутів на погони., нижче яких могла були розміщена смуга (старшина) чи дуга (прапорщики). З офіцерських погонів зникають просвіти, зірки стають однакового розміру для всіх класів. Склад до якого відносився офіцер можна було впізнати за додатковими елементами на погонах, молодші офіцери мали на погонах лише зірки, старші офіцери мали нижче зірок дубове гілля, а генерали мали за знак класу дві схрещені булави у дубовому вінку під зірками. Генерал армії мав особливі знаки розрізнення на погоні у вигляді двох схрещених булав у дубовому вінку вище яких розміщувався Тризуб. Слід зауважити, що хоч зміни генеральських військових звань не відбулося, але збільшилася кількість зірок, ставши відповідними до знаків розрізнення більшості країн членів НАТО. Так генерал-майор (перше генеральське звання), став позначатися двома зірками, замість попередньої однієї, генерал-лейтенант трьома (раніше дві), генерал-полковник чотирма (замість попередніх трьох).
Експериментальні знаки розрізнення 2009 року повністю не набули широкого вжитку. Якщо система знаків розрізнення офіцерського корпусу не змінилася, то пропозиція 2009 року для сержантського та старшинського складу ВПС здобула широке визнання.

### Реформа 2016 року
5.07.2016 року був затверджений Президентом України «Проєкт однострою та знаки розрізнення Збройних Сил України». В Проєкті серед іншого розглянуті військові звання та нові знаки розрізнення військовослужбовців. Вищий офіцерський склад отримав на погони за знаки своєї категорії орнамент у вигляді «зубчатки», а старші офіцери «плетінки». Знак категорії вищого офіцерського складу розроблений на основі петлиць військовослужбовців УГА. Генерал-полковники за знаки розрізнення стали використовувати на погоні три чотирипроменеві зірки над зубчаткою.
18.07.2017 року виходить наказ Міністерства оборони України № 370 «Про затвердження Зразків військової форми одягу та загальних вимог до знаків розрізнення військовослужбовців та ліцеїстів військових ліцеїв», де затверджуються нововведення 2016 року.
30.06.2020 року виходить наказ Міністерства оборони України № 238 «Про внесення змін до наказу Міністерства оборони України від 20 листопада 2017 року N 606». У Наказі описані зміни в однострої військовослужбовців Збройних сил України. Серед іншого змінюються знаки розрізнення вищого офіцерського складу (генералів), з погонів зникають «зубчатки», які було змінено на «схрещені булави». «Зубчатки» починають розміщувати на комірі кітелів, залишаючись емблемами вищого офіцерського складу. Знаки розрізнення генерал-лейтенанта виглядають як три чотирипроменеві зірки над схрещеними булавами.

### Зміна генеральських звань 2020 року

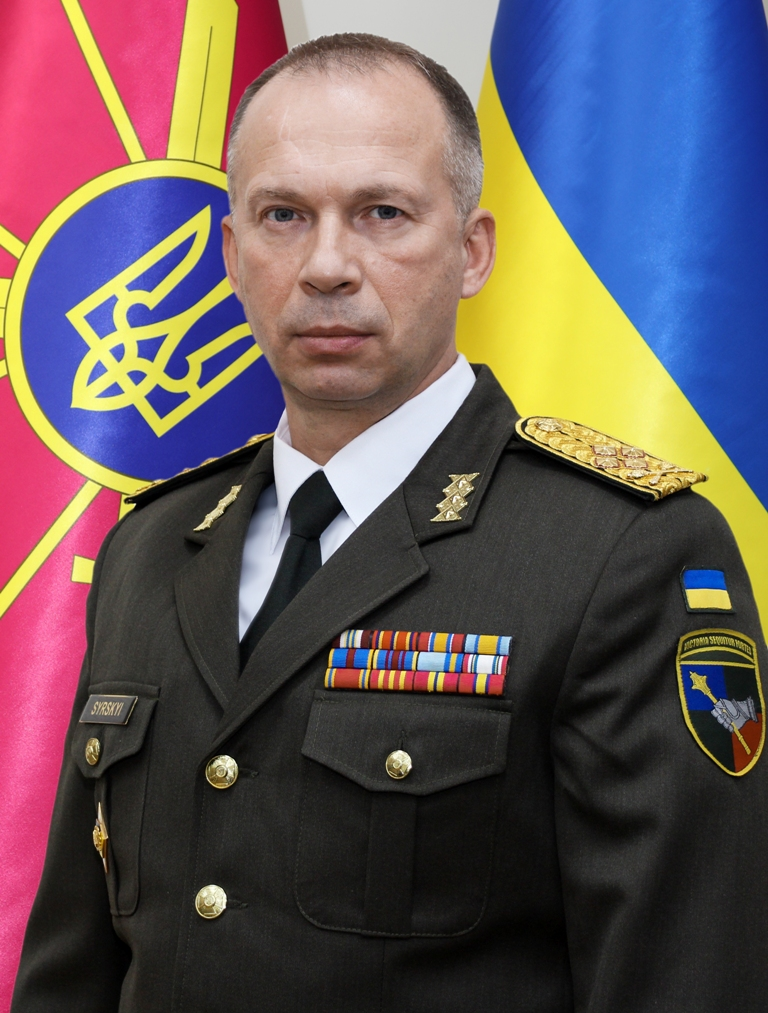
Сирський Олександр Станіславович, у однострої генерал-полковника, з відповідними знаками розрізнення (2021 рік)

В 2016 році Президентом України був затверджений «Проєкт однострою та знаки розрізнення Збройних Сил України», де серед іншого викладаються знаки розрізнення військовослужбовців Збройних сил України. Серед нових офіцерських звань які були присутні в Проєкті були бригадний генерал, а також хорунжий. Бригадний генерал повинен був мати найменшу кількість зірок на погоні (одну), а генерал-полковник, найвищу (чотири), генерал армії України повинен був мати своєрідні знаки розрізнення у вигляді великої чотирипроменевої зірки накладеної на схрещені булави. Зміни в однострої та знаках розрізнення викладені в Проєкті набули законної чинності лише з деякими змінами, так звання бригадного генерала не увійшло до військової ієрархії, а кількість зірок на погонах залишилася такою ж яка була і раніше.
4 червня 2020 року Верховна Рада України ухвалила законопроєкт, що до нової системи військових звань. Серед змін у Законі передбачено створення звання бригадний генерал, яке стало наймолодшим генеральським званням в Збройних силах України, скасування військових звань генерал-полковник та генерал армії. Закон набув чинності 1.10.2020 року. Слід зауважити, що у наказі Міністерства оборони України № 238 від 30.06.2020, нові генеральські звання не фігурували.
4 листопада 2020 року виходить наказ Міністерства оборони України № 398 «Про затвердження Змін до Правил носіння військової форми одягу та знаків розрізнення військовослужбовцями Збройних Сил України, Державної спеціальної служби транспорту та ліцеїстами військових ліцеїв», де серед іншого надавався опис знаків розрізнення та опис одностроїв. У цьому наказі, надано зображення знаків розрізнення, де вперше фігурують нововведені звання. Не дивлячись на те, що військове звання генерал-полковник було виведене з обігу, після чергової редакції наказу були вказані знаки розрізнення і цього звання. Генерал-полковник має за знаки розрізнення погони на яких над булавами розміщено по чотири чотирипроменеві зірки. Щоб відрізнити носіїв звання генерал-полковник від носіїв нововведеного звання генерал (мають таку ж кількість зірок на погонах) було вирішено застосувати різні схеми розтошування зірок. Зірки на погонах генералів розташовані вздовж вісі погона, а зірки генерал-полковників, розташовуються ромбом.
Знаки розрізнення носіїв звання генерал-полковник, Україна
|                    |                       |                |                |                |                          |                |                |                          |                    |                    |                    |
| до 2016            | до 2016               | до 2016        | проєкт 2016    | проєкт 2016    | проєкт 2016              | 2016-2020      | 2016-2020      | 2016-2020                | 2016-2020          | 2016-2020          | з 2020             |
| Стандартний вигляд | Парадний погон (2009) | Варіант погону | Сухопутні сили | Повітряні сили | Сухопутний компонент ВМС | Сухопутні сили | Повітряні сили | Сухопутний компонент ВМС | Сили спец операцій | Польовий однострій | Польовий однострій |

## У Збройних Силах світу

### Генерал-полковник та відповідні звання вслов'яномовнихкраїнах
В слов'яномовних країнах звання «генерал-полковник», має відповідники як у вигляді «генерал-полковник» так і «генерал»:
- (біл. Генерал-полковник) — військове звання у Білорусі;
- (болг. Генерал) — військове звання у Болгарії, «генерал»;
- Військове звання даного рангу у Боснії та Герцеговині відсутнє. Найвище звання в збройних силах «генерал-полковник» (General pukovnik), яке відповідає званню генерал-лейтенант ЗСУ України;
- (мак. Генерал) — військове звання у Північній Македонії, «генерал». На ранг нижче знаходиться звання генерал-підполковник (Генерал потполковник), звання яке відповідає званню генерал-лейтенант ЗСУ України;
- (пол. Generał) — військове звання у Польщі, «генерал»;
- (рос. Генерал-полковник) — військове звання у Російській федерації;
- (серб. Генерал) — військове звання у Сербії, «генерал». На ранг нижче знаходиться звання генерал-підполковник (Генерал-потпуковник), звання яке відповідає званню генерал-лейтенант ЗСУ України;
- (словац. Generál) — військове звання у Словаччині, «генерал»;
- (словен. General polkovnik) — військове звання у Словенії, «генерал-полковник». На ранг нижче знаходиться звання генерал-підполковник (Generalpodpolkovnik), звання яке відповідає званню генерал-лейтенант ЗСУ України;
- (хорв. General zbora) — військове звання у Хорватії. Генерал-полковник (General pukovnik), звання яке відповідає званню генерал-лейтенант ЗСУ України;
- (чеськ. Armádní generál) — військове звання у Чехії;
- (чорн. General Pukovnik) — військове звання у Чорногорії, «генерал-полковник». Генерал-підполковник (General Potpukovnik), знаходиться на ранг нижче і відповідає званню генерал-лейтенант ЗСУ України.

### Австрія

Петлиця Генерал-полковника в армії Австро-Угорщини

Військове звання генерал-полковник існувало в армії Австро-Угорщини до початку Першої світової війни й було другим за рангом після фельдмаршала. У роки Першої світової війни відомо 28 австрійських генерал-полковників. Після розпаду держави в Збройних силах Австрії це звання не застосовується.

### Англія
Чин генерал-полковника використовувався до початку та в період Громадянської війни в Англії 17 століття.

### Білорусь
В Республіці Білорусь військове звання генерал-полковник, спеціальні звання генерал-полковник внутрішньої служби і генерал-полковник міліції є найвищими званнями. З моменту набуття незалежності, за період 1992–2008 звання було присвоєно всього 4 рази.

### Китай
Народно-визвольна армія Китаю використовує військове звання старшого генерала (Shang Jiang) (кит.: 上将), що в перекладі може порівняти званню генерал-полковник або генерал (як в Збройних силах США), по прикладу формування збройних сил по радянському варіанту в період з 1955–1965 та з 1988 по теперішній час.

### Німеччина
Генерал-полковник (нім. Generaloberst) було другим за військової ієрархії військовим званням вищого генеральського складу, нижче ніж генерал-фельдмаршал (нім. Generalfeldmarschall). Існувало в Прусській армії, та пізніше в армії Німецької імперії (1871—1918), в Рейхсвері (1918—1935), а також в Вермахті (1935—1945).
Первісно звання генерал-полковник було створене імператором Вільгельмом I, в зв'язку з тим, що звання генерал-фельдмаршал надавалось лише в воєнний час, і тому, для керівництва збройними силами в мирний час впроваджувалося проміжне звання генерал-полковника.
У Третьому Рейху в військово-морських силах (Кригсмарине) (нім. Kriegsmarine) ранг відповідав званню генерал-адмірала (нім. Generaladmiral), та в військах СС цьому званню відповідало звання оберстгрупенфюрер СС (нім. SS Oberstgruppenführer).
Всього за часів Другої світової війни це звання отримало близько 50 чоловік (не рахуючи тих, що згодом стали генерал-фельдмаршалами). Найвідоміші генерал-полковники Вермахту — Гейнц Ґудеріан, Альфред Йодль і Франц Гальдер.
Після створення на території Німеччини двох незалежних держав: Західної та Східної відповідно були організовані певні збройні сили цих країн.
Національна народна армія Східної Німеччини мала звання генерал-полковника до 1990, яке було третім у системі після звань генерал армії НДР та Маршал НДР.
Починаючи зі створення в 1949 збройних сил Німеччини (Бундесвер) це звання не використовується.

### Північна Корея
Військове звання північно-корейської армії генерал-полковник (Sangjang) є старшим відповідно до звання генерал-лейтенант (Jungjang) та молодшим до звання генерал (Daejang). Надається генеральському складу — командувачам військових округів Північної Кореї.

### СРСРіРосія
Звання генерал-полковник не існувало в імперській Росії.
22 вересня 1935 року в Червоній армії були введені персональні військові звання. Вищий командний склад мав звання подібні до попередніх посадових рангів (комбриг, комдив, комкор, командарм), старший та молодший командні склади отримали звання наближені до звань Російської імперії, скасованих в 1917 році. 7 травня 1940 року для вищого командного складу були введені генеральські звання, замість попередніх. Серед ведених звань було звання «генерал-полковник», яке з'явилося швидше за все, за німецьким зразком. Проте на відміну від німецького Generaloberst радянське (а за ним і російське) звання генерал-полковника не є рідким або винятковим. Звання генерал-полковника було вище за звання генерал-лейтенанта, але нижче за звання генерала армії. Під час Німецько-радянської війни це звання було присвоєне приблизно 150 генералам.
Знаками розрізнення генерал-полковника Червоної армії в 1940—1943 роках були чотири п'ятипроменеві зірки на петлиці. Після 1943 року знаками розрізнення генерал-полковника стали три зірки на погоні. В такому вигляді знаки розрізнення генерал-полковників проіснували до розпаду СРСР у 1991 році. Після припинення існування СРСР, звання генерал-полковник, потрапило у військові ієрархії більшості пострадянських країн, що утворилися на його руїнах (Україна, Білорусь, Російська федерація та інші).

### Угорщина
В Угорщині звання генерал-полковника (угор. vezérezredes) існувало ще з часів Дуалістичної монархії в сухопутних військах імператорської армії з 1915. На початку 1940-х це військове звання замінило звання генерал від інфантерії (угор. gyalogsági tábornok), генерал від кавалерії (угор. lovassági tábornok) та генерал від артилерії (угор. táborszernagy) в угорської армії.
У сучасних збройних силах Угорщини (Гонведшег) звання генерал-полковника залишається найвищим військовим званням.

### Франція
У Франції в період абсолютної монархії 16-18 століття, а також Наполеонівської ери та періоду Реставрації Бурбонів звання генерал-полковника надавалося генералові, який підпорядковувався Маршалу Франції та безпосередньо відповідав за окремий рід військ: піхоту (фр. Colonel général de l’infanterie), кавалерію, драгунів, гусарів, французьку та швейцарську гвардію Франції. Введено за часів правління короля Франциска I на початку 16 століття й було скоріше не званням, а чином, або державною посадою.
Існувало до скидання монархії в 1830.

### Швеція
Звання генерал-полковник (швед. Generalöverste) існувало, як військове звання вищого воєнного керівництва Швеції до початку 19 століття.

## Знаки розрізненнягенерал-полковників деяких країн світу

Генерал-полковник (ОФ-8) Хорватської армії
Генерал-полковник (ОФ-8) армії Боснії і Герцеговини
Генерал-полковник (ОФ-9) армії Чорногорії
Генерал-полковник (ОФ-9) армії Словенії
Генерал-полковник (ОФ-8[13]) сухопутних військ Росії з 2010
Генерал-полковник авіації Росії з 2010